# Zeriassa pardii
Zeriassa pardii är en spindeldjursart som beskrevs av Alberto M. Simonetta och Cave 1968. Zeriassa pardii ingår i släktet Zeriassa och familjen Solpugidae. Inga underarter finns listade i Catalogue of Life.